# HD 81799
HD 81799 (G Hydrae) é uma estrela na direção da Hydra. Possui uma ascensão reta de 09h 27m 18.30s e uma declinação de −22° 20′ 36.3″. Sua magnitude aparente é igual a 4.72. Considerando sua distância de 176 anos-luz em relação à Terra, sua magnitude absoluta é igual a 1.06. Pertence à classe espectral K1III.